# Jerzy Ostrouch
Jerzy Ostrouch (ur. 24 marca 1961 we Włocławku) – polski przedsiębiorca, w 1998 wojewoda gorzowski, w latach 2013–2014 wojewoda lubuski.

## Życiorys
Ukończył studia ekonomiczne na Uniwersytecie Szczecińskim, był też stypendystą Uniwersytetu Georgetown. W latach 80. działał w opozycji demokratycznej.
Pracował m.in. jako nauczyciel. Od 1990 do 1995 był etatowym działaczem „Solidarności”, zasiadał w prezydium Komisji Krajowej związku. W 1997 pełnił funkcję prezesa zarządu Zakładów Przemysłu Jedwabniczego „Silwana”.
W rządzie Jerzego Buzka w 1998 z rekomendacji Akcji Wyborczej Solidarność zajmował stanowisko wojewody gorzowskiego, ostatniego w historii tego województwa. Później zajął się prowadzeniem własnej działalności gospodarczej.
W wyborach samorządowych w 2002 bez powodzenia ubiegał się o stanowisko prezydenta Gorzowa Wielkopolskiego. Związany z Platformą Obywatelską, w 2006 kandydował z jej list do sejmiku lubuskiego. Był też doradcą ds. gospodarczych i społecznych wojewody Marcina Jabłońskiego. Od 29 kwietnia 2013 do 19 grudnia 2014 pełnił funkcję wojewody lubuskiego.
W maju 2015 objął stanowisko prezesa Nowego Szpitala w Świeciu, a w czerwcu 2016 został prezesem Wielospecjalistycznego Szpitala Wojewódzkiego w Gorzowie Wielkopolskim. W 2018 i 2024 był kandydatem Koalicji Obywatelskiej na radnego miejskiego.

## Odznaczenia
- 2016: Krzyż Wolności i Solidarności[9]
- 2006: Odznaka Honorowa za Zasługi dla Województwa Lubuskiego[10]